# Caserío Redondo
El Caserío Redondo es un caserío ganadero del siglo XIX, ubicado en el término municipal de Molledo de Cantabria, en España. Forma parte de la lista roja de patrimonio en peligro.

## Descripción
El Caserío Redondo es un caserío ganadero del siglo XIX, ubicado en el término municipal de Molledo junta vecinal de Casares (San Martín de Quevedo). Por su forma y soluciones arquitectónicas, es un ejemplo de la arquitectura vernácula de Cantabria.
Es una edificación con fábrica de mampostería. Su planta, es circular con las paredes maestras dispuestas a modo de anillos concéntricos. Consta de dos plantas: la cuadra, para 60 vacas y el pajar, la estructura es de madera.
Además de la cuadra, que es el edificio circular, el caserío se compone de un anexo, destinado a vivienda del pastor y de una socarreña con el muro de piedra en seco. Las características de esta casa adosada son similares a las del cuerpo principal, por lo que todo el conjunto se distingue por su unidad funcional. Dispone de cocina, dos habitaciones y un acceso directo a la cuadra.
En 2002, fue declarado Bien Inventariado por la Consejería de Cultura, Turismo y Deporte, por la Dirección General de Cultura del Gobierno de Cantabria. En 2018, debido a su estado de conservación, la asociación Hispania Nostra centrada en el patrimonio en peligro de extinción, lo incluyó en su lista roja.

## Historia
Construido en la primera mitad del siglo XIX, es un ejemplo de arquitectura tradicional de Cantabria. Siguió en uso hasta por los años 60 del siglo XX. En 2022, El Caserío Redondo fue incluido en la exposición Patrimonio ilustrado de Cantabria. Un legado a conservar, organizada por la Dirección General de Patrimonio Cultural y Memoria Histórica del Gobierno de Cantabria, en la Torre del Infantado de Potes.